# Шорозинью (микрорегион)

Шорозинью на карте.

Шорозинью (порт. Microrregião de Chorozinho) — микрорегион в Бразилии, входит в штат Сеара. Составная часть мезорегиона Север штата Сеара. Население составляет 62 495 человек (на 2010 год). Площадь — 1 289,630 км². Плотность населения — 48,46 чел./км².

## Демография
Согласно сведениям, собранным в ходе переписи 2010 г. Национальным институтом географии и статистики (IBGE), население микрорегиона составляет:
| Полное население                             | Полное население                             | Полное население                             | Полное население                             | 62 495 |
| -------------------------------------------- | -------------------------------------------- | -------------------------------------------- | -------------------------------------------- | ------ |
| в том числе:                                 | Городское население                          | 27 158                                       | Процент городского населения, %              | 43,46  |
|                                              | Сельское население                           | 35 337                                       | Процент сельского населения, %               | 56,54  |
|                                              | Мужское население                            | 31 653                                       | Процент мужского населения, %                | 50,65  |
|                                              | Женское население                            | 30 842                                       | Процент женского населения, %                | 49,35  |
| Плотность населения, чел/км²                 | Плотность населения, чел/км²                 | Плотность населения, чел/км²                 | Плотность населения, чел/км²                 | 48,46  |
| Население микрорегиона в % к населению штата | Население микрорегиона в % к населению штата | Население микрорегиона в % к населению штата | Население микрорегиона в % к населению штата | 0,74   |

## Статистика
- Валовой внутренний продукт на 2003 составляет 108 111 710,00 реалов (данные: Бразильский институт географии и статистики).
- Валовой внутренний продукт на душу населения на 2003 составляет 1796,65 реалов (данные: Бразильский институт географии и статистики).
- Индекс развития человеческого потенциала на 2000 составляет 0,615 (данные: Программа развития ООН).

## Состав микрорегиона
В составе микрорегиона включены следующие муниципалитеты:
1. Баррейра
2. Шорозинью
3. Окара